# Церковь Святого Лаврентия (Лохья)

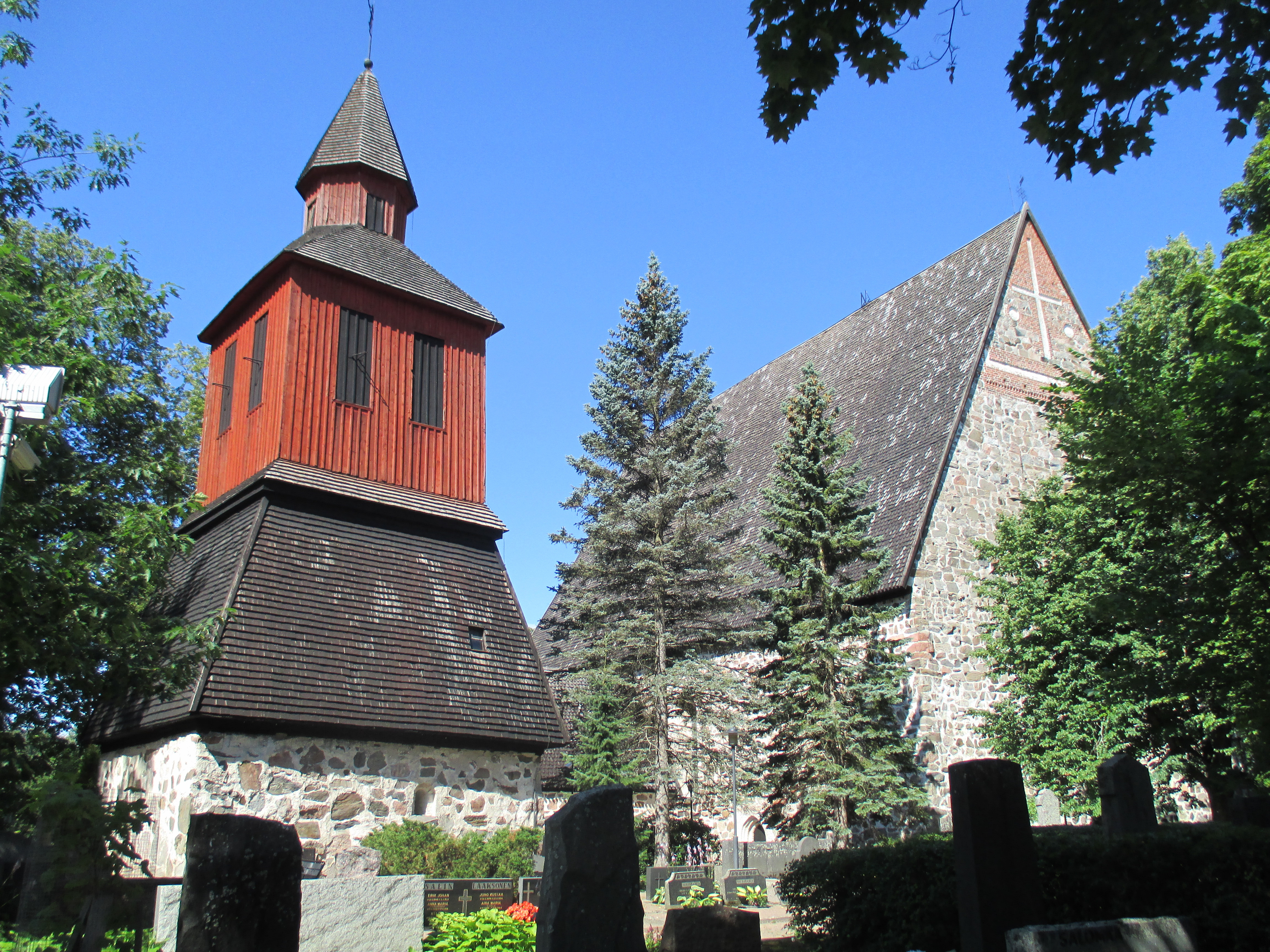
Колокольня

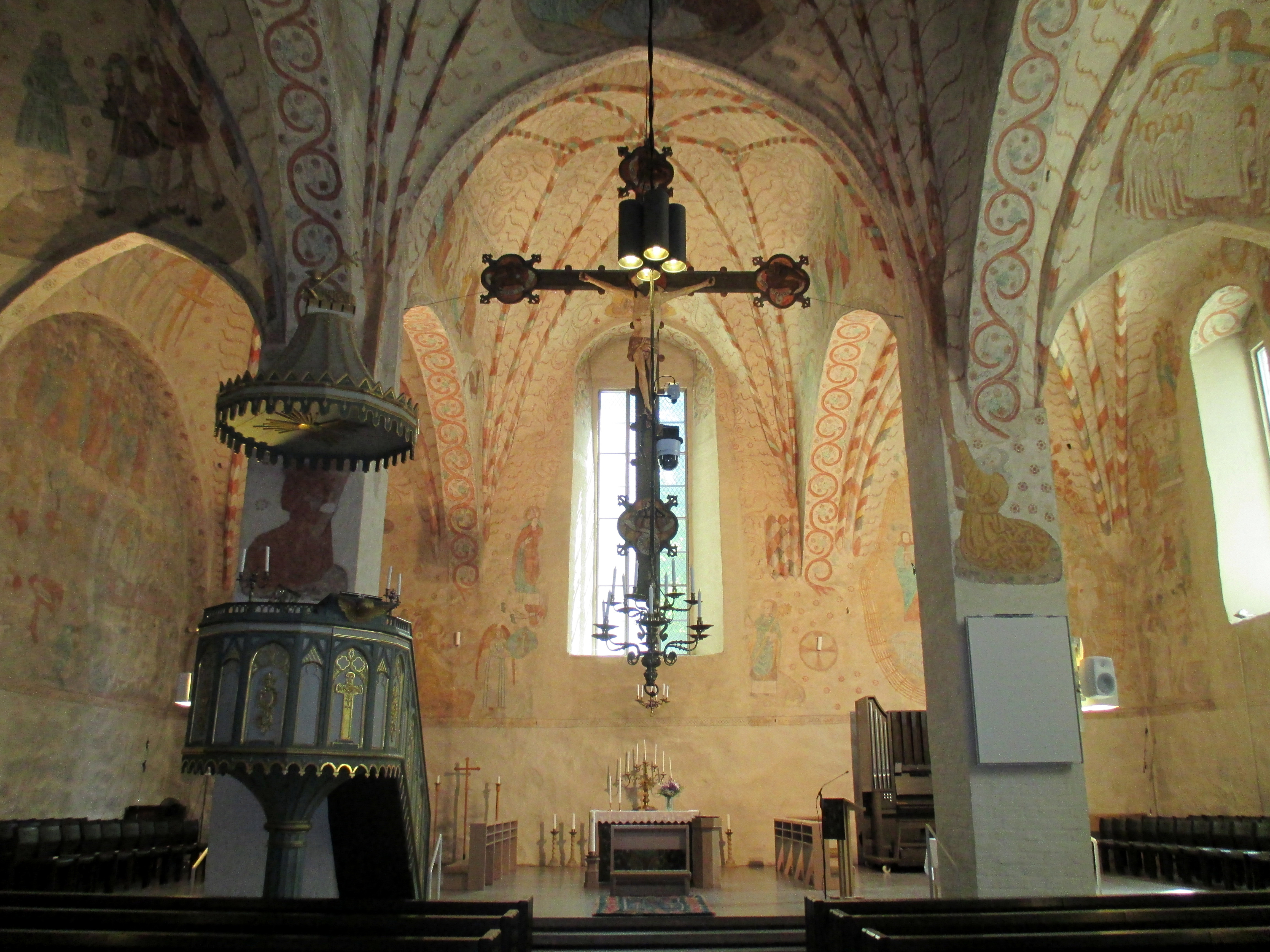
Интерьер

Церковь Святого Лаврентия (фин. Lohjan Pyhän Laurin kirkko) — лютеранская церковь в городе Лохья, Финляндия. Третья по величине средневековая приходская церковь в Финляндии. Росписи начала XVI века делают храм одним из самых ценных средневековых зданий в Финляндии. Простые и наивные фрески разъясняют библейские сюжеты для неграмотного населения.
До протестантской Реформации и введения Лютеранства в Финляндии храм принадлежал Римско-католической церкви. Храм посвящён Лаврентию Римскому.
У юго-восточного угла церкви находится колокольня. Её серое каменное основание, предположительно, было построено в Средневековье. Деревянные части колокольни в их нынешнем виде были сооружены в ходе реконструкции после Северной войны.
В начале XIX века церковные окна были расширены, а росписи закрашены белым мелом. В 1880-х годах белая краска была удалена и яркие росписи были отреставрированы.